# Enrico Gilardi
Enrico Gilardi (Roma, 20 gennaio 1957) è un ex cestista italiano.
È un nome storico per la pallacanestro romana. Il suo nome è legato strettamente a quello della Virtus Roma, di cui è stato protagonista all'epoca degli anni d'oro della squadra capitolina. Assieme a Fulvio Polesello, Stefano Sbarra, Roberto Castellano e Paolo Salvaggi formava il cosiddetto "gruppo dei romani" all'interno della rosa dei giocatori, che permise di identificare la squadra con la città e i tifosi.

## Carriera

### Club
Ha sempre vestito, tranne un anno al Basket Brescia e un anno al Basket Napoli, le maglie di squadre romane. Soprattutto, per gran parte della sua carriera, ha difeso i colori della Virtus Roma, della quale è stato bandiera e, negli ultimi anni, capitano.
Romano, i tifosi hanno per anni identificato con lui squadra e città, attribuendogli l'appellativo di "core de Roma", significativo del valore di "romanità" che la sua presenza, insieme agli altri romani del gruppo Fulvio Polesello, Stefano Sbarra, Roberto Castellano e Paolo Salvaggi (altri nomi storici per la Virtus Roma), portava all'interno della squadra.
Due fatti curiosi ne testimoniano il legame profondo:
Nel 1989, con l'entrata del Gruppo Ferruzzi nella società romana, Gilardi non solo fu l'unico giocatore della rosa ad essere riconfermato (insieme a Roberto Castellano), ma ne divenne il capitano.
Pur se l'ultima sua apparizione nella rosa della squadra romana è datata 1990, il primo posto dei punti segnati della storia della Virtus, è ancora ben saldo nelle sue mani, grazie ai suoi 3.393 punti.
Ha chiuso la carriera nel 1991 giocando per la Filodoro Napoli, dove disputò l'ultima stagione, prima di concludere definitivamente la propria carriera.
Ora Gilardi occupa il posto di Referente Tecnico Nazionale per conto della Fip Lazio.
Nel 2016 viene eletto nella Italia Basket Hall of Fame.

### Nazionale
Soddisfazioni ne ha avute anche indossando la maglia della Nazionale:
- 1980: argento alla XXII Olimpiade di Mosca, dove la nazionale jugoslava si rivelò più forte in finale battendo la formazione italiana.
- 1983: oro nell'europeo di Nantes, dove giocò da protagonista
- 1985: bronzo all'europeo di Stoccarda
- 1986: ha fatto parte della spedizione azzurra nel Mondiale disputatosi in Spagna.

## Palmarès

### Squadra
- Campionato italiano: 1

Virtus Roma: 1982-83
- Coppa dei Campioni: 1

Virtus Roma: 1983-84
- Coppa Korać: 1

Virtus Roma: 1985-86
- Coppa Intercontinentale: 1

Virtus Roma: 1984

### Italia
- Olimpiadi
  -  Mosca 1980
- Europei
  -  Nantes 1983
  -  Stoccarda 1985